# Honorio Siccardi
Honorio Siccardi (* 13. September 1897 in Buenos Aires; † 10. September 1963 in Lomas de Zamora) war ein argentinischer Komponist.
Siccardi studierte in Buenos Aires bei Felipe Boero und Ernesto Drangosch Klavier und bei Arturo Berutti und Gilardo Gilardi Harmonielehre. 1918 ging er nach Italien, um seine Ausbildung am Konservatorium von Parma Fortzusetzen, wo er u. a. Schüler von Gian Francesco Malipiero war. Er wirkte am Konservatorium von Parma und lebte dann als Pianist, Lehrer und Komponist in Buenos Aires. 
Er komponierte drei Opern und zwei Ballette, eine Sinfonie, zwei Argentinische Suiten, ein Violin- und ein Klavierkonzert, kammermusikalische Werke, Klavierstücke, Chorwerke und Lieder. Daneben publizierte er auch musikwissenschaftliche Werke.
| Personendaten    | Personendaten            |
| ---------------- | ------------------------ |
| NAME             | Siccardi, Honorio        |
| KURZBESCHREIBUNG | argentinischer Komponist |
| GEBURTSDATUM     | 13. September 1897       |
| GEBURTSORT       | Buenos Aires             |
| STERBEDATUM      | 10. September 1963       |
| STERBEORT        | Lomas de Zamora          |